# Oberamt Lindenfels
Das Oberamt Lindenfels war von 1737/39 bis 1803 ein Verwaltungsbezirk der Kurpfalz mit Sitz in Lindenfels im südhessischen Landkreis Bergstraße.

## Geschichte

### Funktion
In Mittelalter und Früher Neuzeit waren Ämter eine Ebene zwischen den Gemeinden und der Landesherrschaft. Die Funktionen von Verwaltung und Rechtsprechung waren hier nicht getrennt. Dem Amt stand ein Amtmann vor, der von der Landesherrschaft eingesetzt wurde. 

### Kurpfälzische Zeit
Bevor das Oberamt Lindenfels geschaffen wurde, war es eine Vogtei, die dem Oberamt Heidelberg unterstand. Das Gebiet umfasste den kristallinen Odenwald am Rand der Weschnitzsenke und Teile im Ulfenbachtal. Das Amt geht ursprünglich auf den Sitz der Lorscher Vögte zurück und wurde bereits durch den Pfalzgrafen Konrad (* ca. 1134–1136; † 1195) erworben. Nach langen Streitigkeiten konnten die Pfalz und das Erzbistum Mainz sich Anfang des 14. Jahrhunderts über das Erbe aus der Lorscher Abtei einigen, und die Pfälzer Teile wurden durch das Amt Lindenfels verwaltet. Danach gab es nur noch kleine Änderungen des Amtsgebietes. Ein Gebietsaustausch mit dem Schenken von Erbach 1561 schuf die Grundlage der Neuen Zent, die aber erst 1716 die Hohe Gerichtsbarkeit erhielt. Vorher war der Oberhof das Zentgericht im kurpfälzischen Heppenheim.
Im Oberamt Lindenfels galt das Pfälzische Landrecht von 1582, erneuert 1610, als Partikularrecht. Darüber hinaus galt das Gemeine Recht, soweit das Pfälzische Landrecht für einen Sachverhalt spezielle Regelungen nicht enthielt. Dieses Sonderrecht behielt seine Geltung auch im gesamten 19. Jahrhundert während der Zugehörigkeit des Gebietes zum Großherzogtum Hessen und wurde erst zum 1. Januar 1900 von dem einheitlich im ganzen Deutschen Reich geltenden Bürgerlichen Gesetzbuch abgelöst.

### Hessen
Nachdem im Juni 1802 zwischen Frankreich und Österreich ein Entschädigungsplan vereinbart wurde, der auf dem 1801 geschlossenen Friedensvertrag von Lunéville (Art. 7) fußte, war klar, dass das Oberamt Lindenfels an die Landgrafschaft Hessen-Darmstadt fiel. Vorher noch hatte Maximilian Joseph, der letzte Kurfürst von Bayern, versucht, sich die Rechte am Oberamt zu sichern. Der Vertrag kam aber nicht mehr zur Ausführung, und mit dem am 19. November 1802 in München ausgestellten Patent entließ er die Untertanen des Oberamtes aus seinem Machtbereich und ernannte seinen Geheimrat von Lamezan zum Abtretungscommissär. Landgraf Ludwig I. von Hessen seinerseits ergriff durch das Patent vom 22. November 1802 und durch seinen Commissär, den Regierungsrat von Günderrode, Besitz vom Oberamt. Die Besitzergreifungs-Commission war am 27. November 1802 in Lindenfels anwesend und die Hessischen Wappen wurden an diesem Tag in Gegenwart des Bürgermeisters und des Oberamtsboten angeschlagen.
1806 wurde aus der Landgrafschaft Hessen-Darmstadt das Großherzogtum Hessen. Hessen behielt das Oberamt als Verwaltungseinheit zunächst bei. Es führte die Bezeichnung „Landgräflich hessisches“, später „Großherzoglich hessisches Oberamt Lindenfels“. Ihm wurden aber immer mehr Kompetenzen entzogen. So wurde beim Übergang zu Hessen ein eigenes Rentamt geschaffen, und 1813 entstand ein neues Justizamt in Fürth, dem der Bezirk von Lindenfels jetzt unterstand. Der letzte Amtsverweser war Wilhelm Morlock, ein ehemaliger französischer Rittmeister. Dieser war von Oberamtmann Graf von Latour eingesetzt und der eigentliche Amtsinhaber vor Ort. Er wurde von Hessen übernommen und führt das Amt bis zu seinem Tode im Februar 1807. Danach wurde das Amt erst von der Amtsvogtei in Fürth und später von der Amtsvogtei in Heppenheim verwaltet.
Mit der Veröffentlichung in der Großherzoglich Hessischen Zeitung No. 47 vom Jahr 1812 wurde das Amt Lindenfels dann aufgeteilt. Danach gehörten

zum Amt Fürth: 

1) alle zur eigentlichen Zent Fürth gehörigen Orte,

2) aus dem Hardenroder Gerichte nur die Orte Aschbach, Kocherbach und Litzelbach,

3) die Stadt Lindenfels mit noch 22 andern Orten des vormaligen Oberamtes gleiche Namens;

zum „Amt Waldmichelbach“:

1) die beiden Zenten Mörlenbach und Absteinach.

2) die noch übrigen Orte des Hardenroder Gerichtes,

3) aus dem Oberamte Lindenfels 12 Dörfer und Höfe;
zum „Amt Bensheim“ die Orte Breitenwiesen, Knoden, Schannenbach und Seidenbug;
zum „Amt Heppenheim“ die Orte Mitlechtern, Mittershausen, Scheuerberg, Bonsweiher und Oberlaudenbach.
1821 kam es zu einer Justiz- und Verwaltungsreform, mit der auch die Trennung der Rechtsprechung von der Verwaltung auf unterer Ebene umgesetzt wurde. Die Ämter wurden aufgelöst, ihre Aufgaben hinsichtlich der Verwaltung neu gebildeten Landratsbezirken, die erstinstanzliche Rechtsprechung Landgerichten übertragen. Die Aufgaben wurden nun von dem Landratsbezirk Dieburg und dem Landgericht Fürth  wahrgenommen.

## Gebiet des Amtes mit seinen Gerichten
1784 hatte das kleine kurpfälzische Oberamt 4.414 Einwohner und bestand aus der Stadt Lindenfels, 31 Dörfern und sechs Weilern und Meierhöfen. Die Burg und die Stadt Lindenfels hatten spätestens mit der Stadtrechtsverleihung im Jahr 1336 ihre eigene Gerichtsbarkeit einschließlich der Blutgerichtsbarkeit. Die Zenten hatten ihre eigenen Nieder- und Hochgerichte. Während das Kurpfälzer Unteramt in Lindenfels seinen Sitz hatte, wurde dort viermal im Jahr ein Hohes Gericht, das auch für die Zehnten tätig war, in Beisein eines Vertreters des Oberamtes Heidelberg gehalten.
Das Oberamt bestand aus vier Zenten mit folgenden Orten.
- Thal-Zent: Bonsweiher, Eulsbach, Ellenbach, Erlenbach, Glattbach, Lauten-Weschnitz, Linnenbach seit 1509, Schlierbach, Seidenbach mit Seidenbuch und Winkel.
- Neue Zent: Breitenwiesen, Knoden, Mitlechtern, Mittershausen, Ober-Laudenbach,  Schannenbach und Scheuerberg.
- Zent Wald-Michelbach: Hornbach, Kreidach, Ober-Mumbach, Ober-Schönmattenwag, Reisen, Siedelsbrunn, Vöckelsbach und Wald-Michelbach.
- Zent Hammelbach: Affolterbach, Gras-Ellenbach, Hammelbach, Ober-Scharbach, Unter-Scharbach und Wahlen.

### Thal-Zent
Die Orte der Thal-Zent teilten weitgehend die gleiche Geschichte wie Lindenfels. Dessen Zentgericht wird erst in Glattbach, später in Ellenbach und zuletzt in Schlierbach abgehalten. Es hatte gemeinsam mit Lindenfels eine Richtstätte in den »Faustenbacher Hecken auf dem Bühel«. Für deren Unterhaltung musste die Thalzent die Hälfte der Kosten tragen.

In seinem Siegel führte das Zentgericht ein Schild mit 3 Feldern. Im ersten Feld befand sich der Pfälzische Löwe, im zweiten die bayrischen Rauten und im dritten, untersten ein Knabe auf einem Hügel, über dessen Kopf eine Kugel schwebte.

### Neue Zent
Die zu Neu-Zent gehörigen Orte und zwei Häuser zu Scharbach wurden am 4. Juni 1561 vom Kurfürst Friedrich III. von den Grafen zu Erbach Georg, Eberhard und Valentin gegen Lautern, Gadernheim und Raidelbach (Reidelbach), welche zur Pfalz und der Thal-Zent gehörten, sowie gegen den Pfälzischen Anteil an Reichenbach ertauscht. Die Erbacher Schenken hatten diese Orte als Pfälzisches Lehen besessen. Die Hohe Gerichtsbarkeit lag aber noch bis 1714 auf dem Landberg bei Heppenheim. Das Zentgericht befand sich in Mittershausen und das Siegel des Gerichts führt einen Pelikan mit seinen Jungen an der Brust.

### Zent Waldmichelbach
Über die Zent Wald-Michelbach schreibt Johann Goswin Widder: „Zent ist die beträchtlichste im Oberamte. Sie liegt südwärts von Lindenfels, und begränzet zum Theil die Kellerei Waldeck. Es gehören acht Dörfer, auch verschiedene Höfe dazu, und derselben Gerichtsbarkeit erstrecket sich auf mehrere umliegende Orte, die zum Theil Kurpfälzische Lehen sind. [...] Die Zent hat ihre besondere Freiheiten und Gerechtigkeiten. Das Gericht hält seine Zusammenkunfte zu Wald-Michelbach, und bestehet aus einem Schultheise und 4 Schöffen. Die Richtstätte der ganzen Zent war nahe bei diesem Dorfe. Der darauf gestandene Galgen aber ist in gegenwärtigem Jahrhundert zerfallen, und bisher nicht wieder anfgebauet worden.“

### Zent Hammelbach
Die niedere oder vogteiliche Gerichtsbarkeit über die eigentliche Pfälzischen Orte war meistenteils zu Lehen begeben. Die Hohe Gerichtsbarkeit des Zentgerichts erstreckte sich nicht nur über die Dörfer der Zent, sondern erstreckte sich über weitere umliegende Dörfer. Das Zentgericht setzte sich aus einem Schultheißen und vier Schöffen zusammen. Das Siegel des Gerichts und der Zent Hammelbach war der Pfälzische aufrecht stehender Löwe. Der Name der Zent wechselt mit dem Ort an dem das Zentgericht gehalten wurde. Anfangs Affolderbacher-, danach Wahlheimer-, Eicher- (Gerichtsort war eine gefällten Eichen an der Straße zwischen Lützelbach und Grasellenbach) und zuletzt in Hammelbacher-Zent. Den Oberhof bildete das Hofgericht zu Heidelberg und die Richtstätte war der Galgen am Hammelberg. Urkundlich erwähnt wurde die Zent:
- 1430: Zentgericht im Dorf Affolderbach bei der Linde
- 1504: ergibt sie Musterung der Zent: 53 Mann die weder Harnisch, Wagen noch Ochengefährt haben
- 1564: hat die Kurpfalz die hohe und niedere Gerichtsbarkeit
- 1568: muss die Zent dem Pfalzgrafen einen gerüsteten Wagen mit vier Pferden und zwei Knechten stellen
- 1568: wird das Malefizgericht vom Zentrichter an einer gefällten Eichen an der Straße zwischen Lützelbach und Grasellenbach gehalten, daher der Name Eicher Zent
- 1613: wird das Zentgericht in Hammelbach gehalten, der Oberhof ist das Hofgericht zu Heidelberg

## Amtmänner
- 1604 Philipp Knebel von Katzenelnbogen
- 1650 Friedrich Landschad von Steinach
- 1652 Johann Martini Amtmann zu Lindenfels
- 1654 Abraham Wolfgang Bohn
- 1674 Christoph Andreas von Wollzogen
- 1699 Wilhelm Anton von Berlichingen
- 1737 Johann Heinrich Adam Ueberbrück von Rotenstein, Oberamtmann
- 1756 Franz Graf von Hohensbroich[3]
- 1783 Graf von Latour (1803 von Hessen übernommen und gleichzeitig pensioniert)[3]